# Fernanda Brito
Fernanda Brito (Santiago, 14 febbraio 1992) è una tennista cilena inattiva dal 2021.

## Biografia
Vincitrice di 30 titoli nel singolare e 34 titoli nel doppio nel circuito ITF, il 26 novembre 2018 ha raggiunto la sua migliore posizione nel singolare WTA piazzandosi 274º. Il 14 settembre 2015 ha raggiunto il miglior piazzamento mondiale nel doppio alla posizione nº380.
Fernanda Brito ha fatto parte della squadra cilena di Fed Cup disputando un totale di diciannove incontri ottenendo cinque successi.

## Statistiche ITF

### Singolare

#### Vittorie (30)
| Torneo $100.000 (0) |
| Torneo $80.000 (0)  |
| Torneo $75.000 (0)  |
| Torneo $60.000 (0)  |
| Torneo $50.000 (0)  |
| Torneo $25.000 (0)  |
| Torneo $15.000 (18) |
| Torneo $10.000 (12) |

| No. | Data              | Torneo                                               | Superficie  | Avversaria in finale   | Score            |
| 1.  | 14 novembre 2011  | ITF Women's Circuit Concepción, Concepción           | Terra rossa | Carla Lucero           | 6-3, 6-4         |
| 2.  | 3 settembre 2012  | AAT Women's Circuit Buenos Aires, Buenos Aires       | Terra rossa | Vanessa Furlanetto     | 3–6, 7–6(5), 6–4 |
| 3.  | 10 settembre 2012 | AAT Women's Circuit Buenos Aires, Buenos Aires       | Terra rossa | Catalina Pella         | 6–3, 0–6, 7–5    |
| 4.  | 8 ottobre 2012    | Circuito Itaú de Tênis Feminino, San Paolo           | Terra rossa | Carolina Zeballos      | 1–6, 6–2, 6–4    |
| 5.  | 4 agosto 2014     | AAT Women's Circuit Santa Fe, Santa Fe               | Terra rossa | Guadalupe Pérez Rojas  | 4–6, 6–4, 6–4    |
| 6.  | 1º settembre 2014 | ITF Women's Circuit Quito, Quito                     | Terra rossa | Eduarda Piai           | 7–5, 0–6, 6–0    |
| 7.  | 12 aprile 2015    | ITF Women's Circuit Santiago, Santiago del Cile      | Terra rossa | Nadia Podoroska        | 6-1, 6-0         |
| 8.  | 2 maggio 2015     | AAT Women's Circuit Villa del Dique, Villa del Dique | Terra rossa | Guadalupe Pérez Rojas  | 7–5, 6–3         |
| 9.  | 9 maggio 2015     | AAT Women's Circuit Villa María, Villa María         | Terra rossa | Julieta Lara Estable   | 6–3, 4–6, 7–6(2) |
| 10. | 24 ottobre 2015   | ITF Women's Circuit Santa Cruz, Santa Cruz           | Terra rossa | Melina Ferrero         | 6-2, 6-4         |
| 11. | 7 maggio 2016     | AAT Women's Circuit Villa María, Villa María         | Terra rossa | Elizabeth Halbauer     | 4–6, 6–3, 6–2    |
| 12. | 10 ottobre 2016   | Hammamet Open, Hammamet                              | Terra rossa | Marie Temin            | 6–3, 7–5         |
| 13. | 31 ottobre 2016   | ITF Women's Circuit Cúcuta, Cúcuta                   | Terra rossa | María Fernanda Herazo  | 4–6, 6–4, 6–1    |
| 14. | 6 maggio 2017     | Forte Village International Tournament, Pula         | Terra rossa | Ludmilla Samsonova     | 6–3, 6–3         |
| 15. | 25 giugno 2017    | Hammamet Open, Hammamet                              | Terra rossa | Bianca Turati          | 6–0, 6–2         |
| 16. | 7 ottobre 2017    | AAT Women's Circuit Villa del Dique, Villa del Dique | Terra rossa | Stephanie Mariel Petit | 6-3, 6-2         |
| 17. | 14 ottobre 2017   | AAT Women's Circuit Buenos Aires, Buenos Aires       | Terra rossa | Thaisa Grana Pedretti  | 1–6, 7–5, 7–5    |
| 18. | 15 dicembre 2017  | ITF Women's Circuit Santa Cruz, Santa Cruz           | Terra rossa | Ana Sofía Sánchez      | 6–4, 6–3         |
| 19. | 17 giugno 2018    | Hammamet Open, Hammamet                              | Terra rossa | Natalia Siedliska      | 6–2, rit.        |
| 20. | 24 giugno 2018    | Hammamet Open, Hammamet                              | Terra rossa | Katharina Hobgarski    | 6-4, 6-2         |
| 21. | 1º luglio 2018    | Hammamet Open, Hammamet                              | Terra rossa | Andrea Lazaro Garcia   | 6-1, 6-0         |
| 22. | 11 agosto 2018    | Copa Federacion Ecuatoriana De Tenis, Guayaquil      | Terra rossa | Gabriela Cé            | 7-5, 6-4         |
| 23. | 18 agosto 2018    | Copa American Express Banco Guayaquil, Guayaquil     | Terra rossa | Barbara Gatica         | 6-2, 6-2         |
| 24. | 25 agosto 2018    | ITF Women's Circuit Lambare, Lambaré                 | Terra rossa | Jazmin Ortenzi         | 6-3, 1-6, 6-4    |
| 25. | 2 settembre 2018  | ITF Women's Circuit Asunción, Asunción               | Terra rossa | Gabriela Cé            | 6-3, 6-3         |
| 26. | 22 settembre 2018 | AAT Women's Circuit Buenos Aires, Buenos Aires       | Terra rossa | Catalina Pella         | 6-1, 6-4         |
| 27. | 17 novembre 2018  | AAT Women's Circuit Villa del Dique, Villa del Dique | Terra rossa | Carla Lucero           | 6-3, 6-3         |
| 28. | 21 aprile 2019    | Copa American Express Banco Guayaquil, Guayaquil     | Terra rossa | Yuliana Lizarazo       | 7-6(4), 4-6, 7-5 |
| 29. | 28 aprile 2019    | ITF Women's Circuit Bucaramanga, Bucaramanga         | Terra rossa | Carla Lucero           | 4-6, 6-3, 6-3    |
| 30. | 6 ottobre 2019    | ITF Women's Circuit Santiago, Santiago del Cile      | Terra rossa | Eugenia Ganga          | 6-2, 6-3         |